# Zurique (cantão)
O Cantão de Zurique (em alemão:  Kanton Zürich) é um cantão da Suíça, situado no nordeste da Suíça, junto a fronteira com a Alemanha. A língua oficial é o alemão, mas as pessoas falam o dialeto suíço alemão local chamado Züritüütsch.
Zurique foi uma cidade imperial livre entre 1336 e 1351, quando se tornou um estado membro da Confederação Helvética.

## História
O cantão de Zurique é constituído por terras adquiridas pela capital Zurique depois de se ter tornado Reichsfrei em 1218, especialmente após a revolução das guildas em 1336. Zurique se juntou à Confederação Helvética em 1351. A parte inferior do cantão foi adicionada aos territórios de Zurique em 1362. Zurique alegou e perdeu a Toggenburg na Guerra de Zurique na década de 1440. As partes do norte até ao rio Reno passaram para o cantão após a cidade de Zurique as adquirir aos Habsburgos em 1468. O povo aprovou uma nova constituição para o cantão de fevereiro de 2005, substituindo a constituição de 1869. A nova constituição entrou em vigor em janeiro de 2006.
O Gesellschaft Antiquarische em Zurique é uma organização dedicada a preservar a história do cantão.

## Geografia

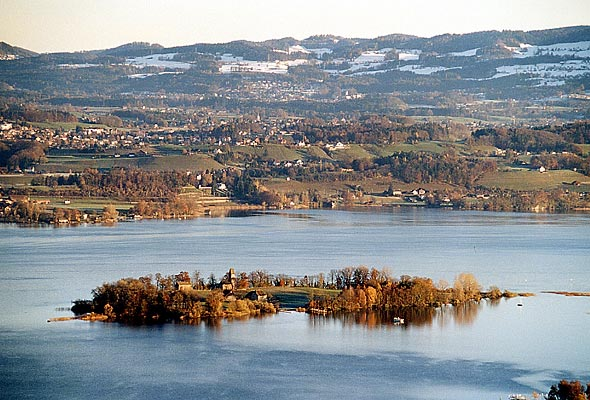
Lago Zurique, o maior da Suíça, e ilha de Ufenau.

O cantão de Zurique está situado a norte dos Alpes. Seus cantões vizinhos são Schaffhausen ao norte, Argóvia, a oeste, os cantões de Zug e Schwyz a sul e o cantão de São Galo e Turgóvia a leste. A maior parte do lago Zurique está localizada dentro do cantão.
O cantão pode ser dividido em cidade e lago, o Unterland no noroeste, no Oberland, no sudeste, o Weinland e Winterthur, no nordeste e sudoeste do Knonaueramt Albis. A área metropolitana de Zurique estende-se além das fronteiras cantonais.
A área do cantão de Zurique é 1 729 km². Cerca de 80% da terra é considerada produtiva. As florestas representam 505 km², enquanto os lagos cobrem 73 km². Os lagos principais são o lago Zurique, o Greifensee e o Pfäffikersee. Lagos menores são o Türlersee, Katzensee, Hüttnersee, Grosser Husemersee, Mettmenhaslisee, Lützelsee, Egelsee e Seeweidsee.
A maior parte do cantão é constituída por vales dos rios que drenam em direção ao Reno, ao norte do cantão. No noroeste e sudeste do cantão há mais áreas montanhosas. O vale do rio Linth conduz ao lago de Zurique e continua como o rio Limmat. Este vale é o vale mais importantes do cantão de Zurique. O vale do rio Glatt origina-se no Greifensee e está separado do Limmat por sulcos. O vale do rio é composto por ravinas. Está localizado no leste do cantão e é separado da área de Toggenburg no cantão de São Galo por uma área montanhosa. O Hörnli (1133m) é a mais alta montanha. O vale do rio Sihl está localizado no oeste do cantão, na confluência com o rio Limmat na cidade de Zurique. O rio Sihl é separado do lago de Zurique pela Faixa Albis. O Albishorn (m. 915) é a maior elevação desta gama. A maior elevação no cantão é a Höhrohnen no sudeste do cantão.

## Demografia
Em 1519, Ulrico Zuínglio se tornou o pastor protestante em Zurique, e logo ali depois Zurique tornou-se uma cidade reformada ou cantão protestante. Mesmo com a morte de Ulrico Zuínglio em 1531, o cantão permaneceu um reduto suíço da Igreja Reformada ao longo dos séculos seguintes. A população da cidade (ano 2000) é protestante (43%) e 31% da população é católica romana.

## Economia

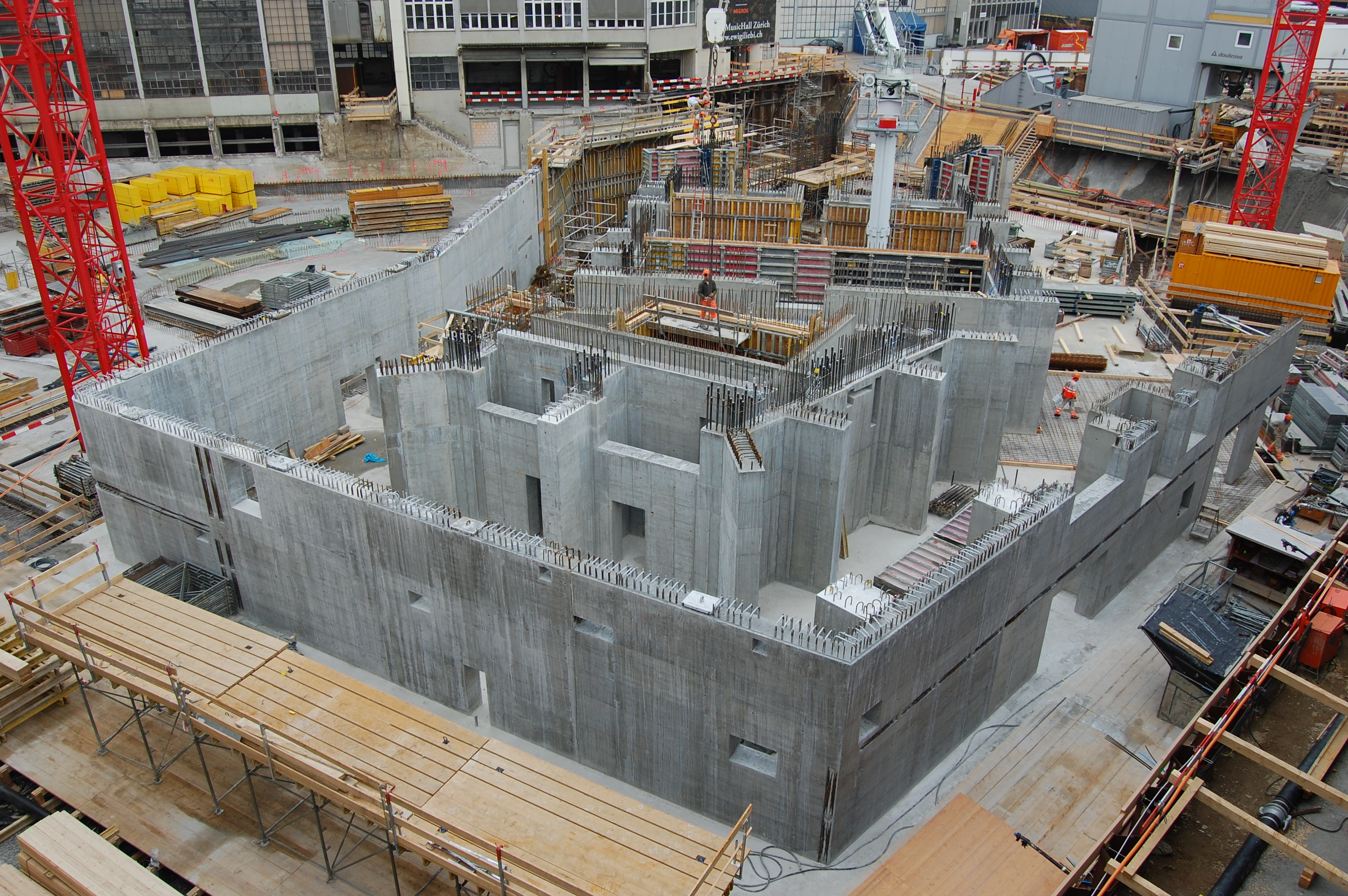

A maioria da terra é cultivada, mas, no cantão de Zurique, não é considerada como uma área agrícola. As terras ao norte e ao leste é mais agrícola, mas em toda parte do cantão de fabricação predomina. O cantão de Zurique é conhecido por máquinas. Tecelagem de seda e algodão foram importantes no passado, mas agora deixou de ser de importância. Há uma indústria de papel. Pequeno e médio porte são importantes contribuintes para a economia do cantão de Zurique. A cidade de Zurique é um grande centro bancário, de seguros, mas é também de importância.

## Transporte

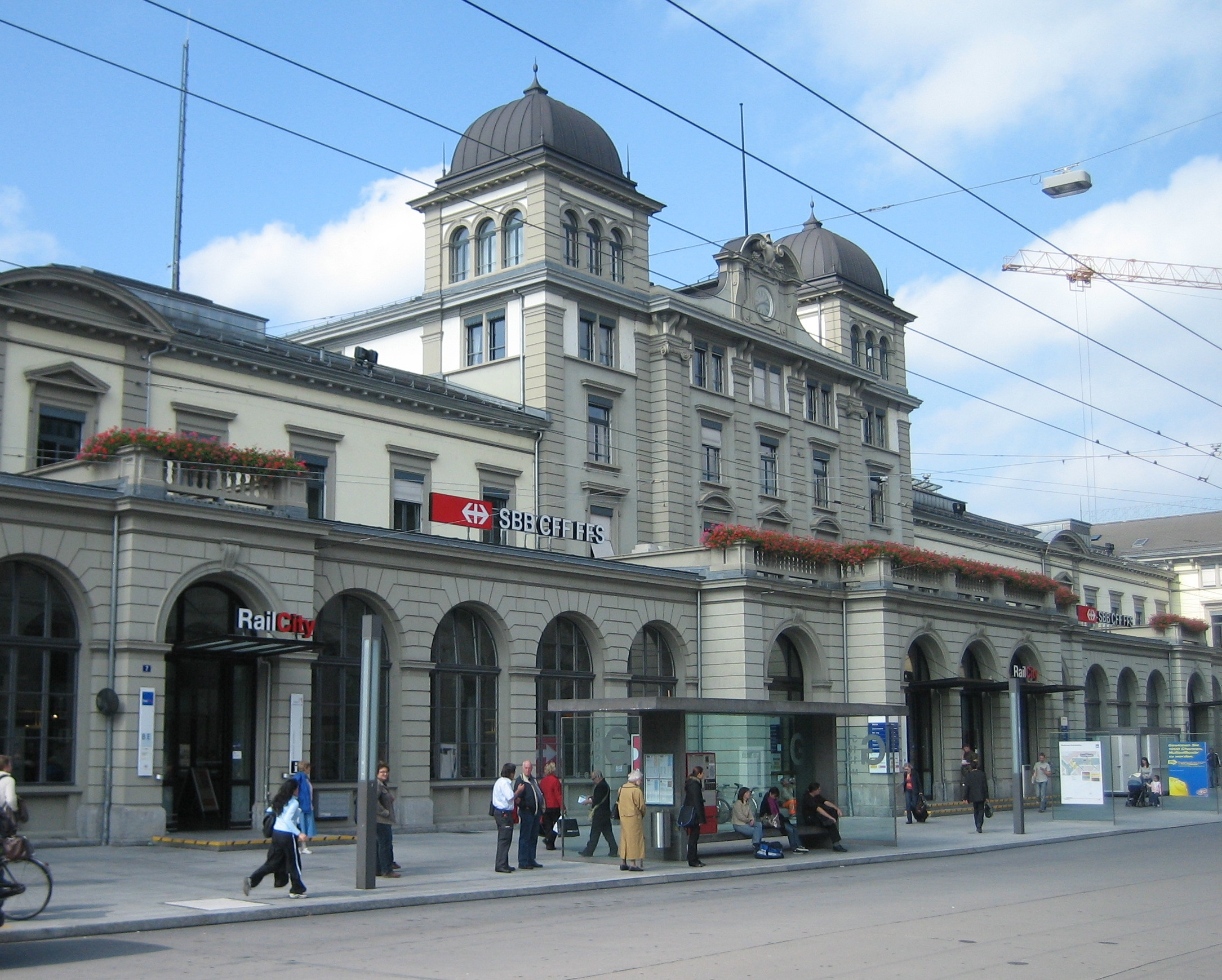
Estação ferroviária Winterthur.

Ferrovias em bitola padrão servem todos os grandes vales no cantão. O centro de transporte é Zurique, onde um grande número de empresas de transporte local liga por ferrovia a cidades nacionais e internacionais. A estação ferroviária da cidade de Zurique, a Zürich Hauptbahnhof, é uma das mais movimentadas da Europa, contando o número de chegadas e partidas dos trens. Zurique está também ligada a outras cidades europeias que utilizam ferrovia. Os trens principais ICE, TGV e Cisalpino servem Zurique.
A primeira ferrovia suíça funcionou no vale Limmat em 1847, ligando Zurique a Baden.
O principal aeroporto da Suíça está localizado em Zurique-Kloten, a apenas 12 km do centro da cidade de Zurique. É a base das companhias aéreas suíças.
As auto-estradas A1, A3 e A4 passam através do cantão. Outras auto-estradas que também passam através do cantão incluem a A7, a A51, a A52 e a A53. Os hubs principais são Zurique e Winterthur.

## Divisão administrativa

### Distritos
O cantão de Zurique está dividido em 12 distritos (em alemão: Ämter, singular: Amt):
| Distrito    | população (Dez/2005) | área km² | capital            | BFS-Nr |  |
| Zürich      | 343 157              | 91,88    | Zurique            | 0112   |  |
| Affoltern   | 43 926               | 113,01   | Affoltern am Albis | 0101   |  |
| Andelfingen | 27 756               | 166,64   | Andelfingen        | 0102   |  |
| Bülach      | 117 845              | 185,19   | Bülach             | 0103   |  |
| Dielsdorf   | 72 768               | 152,73   | Dielsdorf          | 0104   |  |
| Dietikon    | 74 415               | 60,06    | Dietikon           | 0111   |  |
| Hinwil      | 80 565               | 179,53   | Hinwil             | 0105   |  |
| Horgen      | 108 727              | 104,16   | Horgen             | 0106   |  |
| Meilen      | 91 203               | 84,64    | Meilen             | 0107   |  |
| Pfäffikon   | 52 110               | 163,55   | Pfäffikon          | 0108   |  |
| Uster       | 110 287              | 112,35   | Uster              | 0109   |  |
| Winterthur  | 141 382              | 251,25   | Winterthur         | 0110   |  |
| Total (12)  | 1 264 141            | 1 664,99 |                    |        |  |

### Municípios
O cantão de Zurique tem 171 municípios (em 1 de janeiro de 2009):
| - Adlikon - Adliswil - Aesch - Aeugst am Albis - Affoltern am Albis - Altikon - Andelfingen - Bachenbülach - Bachs - Bäretswil - Bassersdorf - Bauma - Benken - Berg am Irchel - Bertschikon - Birmensdorf - Bonstetten - Boppelsen - Brütten - Bubikon - Buch am Irchel - Buchs - Bülach - Dachsen - Dägerlen - Dällikon - Dänikon - Dättlikon - Dielsdorf - Dietikon - Dietlikon - Dinhard - Dorf - Dübendorf | - Dürnten - Egg - Eglisau - Elgg - Ellikon an der Thur - Elsau - Embrach - Erlenbach - Fällanden - Fehraltorf - Feuerthalen - Fischenthal - Flaach - Flurlingen - Freienstein-Teufen - Geroldswil - Glattfelden - Gossau - Greifensee - Grüningen - Hagenbuch - Hausen am Albis - Hedingen - Henggart - Herrliberg - Hettlingen - Hinwil - Hirzel - Hittnau - Hochfelden - Hofstetten - Hombrechtikon - Horgen - Höri | - Humlikon - Hüntwangen - Hütten - Hüttikon - Illnau-Effretikon - Kappel am Albis - Kilchberg - Kleinandelfingen - Kloten - Knonau - Küsnacht - Kyburg - Langnau am Albis - Laufen-Uhwiesen - Lindau - Lufingen - Männedorf - Marthalen - Maschwanden - Maur - Meilen - Mettmenstetten - Mönchaltorf - Neerach - Neftenbach - Niederglatt - Niederhasli - Niederweningen - Nürensdorf - Oberembrach - Oberengstringen - Oberglatt - Oberrieden - Oberstammheim | - Oberweningen - Obfelden - Oetwil am See - Oetwil an der Limmat - Opfikon - Ossingen - Otelfingen - Ottenbach - Pfäffikon - Pfungen - Rafz - Regensberg - Regensdorf - Rheinau - Richterswil - Rickenbach - Rifferswil - Rorbas - Rümlang - Rüschlikon - Russikon - Rüti - Schlatt - Schleinikon - Schlieren - Schöfflisdorf - Schönenberg - Schwerzenbach - Seegräben - Seuzach - Stadel - Stäfa - Stallikon - Steinmaur | - Sternenberg - Thalheim an der Thur - Thalwil - Trüllikon - Truttikon - Turbenthal - Uetikon am See - Uitikon - Unterengstringen - Unterstammheim - Urdorf - Uster - Volken - Volketswil - Wädenswil - Wald - Wallisellen - Waltalingen - Wangen-Brüttisellen - Wasterkingen - Weiach - Weiningen - Weisslingen - Wettswil am Albis - Wetzikon - Wiesendangen - Wil - Wila - Wildberg - Winkel - Winterthur - Zell - Zollikon - Zumikon - Zurique |